# Erhvervsjura
Erhvervsjura (også kaldet erhvervsret) er den del af juraen, der beskæftiger sig med erhvervsrelaterede emner, herunder kontrakter, selskabsret; samt immaterialret; foruden skat. Dertil kommer internationale køb, som er omfattet af CISG.
I Danmark er erhvervsjura en del af jurastudiet (privatret), cand.jur. Ved gennemførelsen af den fem-årige uddannelse i erhvervsjura og erhvervsøkonomi på et af landets universiteter, opnår man den akademiske titel cand.merc.jur.